# Професионална гимназия по селско стопанство (Нови пазар)
Професионална гимназия по селско стопанство е средно училище в Нови пазар, на адрес: ул. „Плиска“ № 21. Има една учебна смяна – сутрин.

## История
Началото е през 1959 година когато 27 души стават основатели на Машинно-тракторното училище (МТУ) в Нови пазар. През 1965 година идва идеята за ново модерно училище. След поредица от преписки с Министерството на земеделието и с доброволен труд на колектива през 1971 година то се открива.